# أنيتا بيريزبيتيا
أنيتا دي لا روزا دي بيريزبيتيا (من مواليد 1957م) وهي باحثة ومُدَرِسة ومؤلفة. فهي تلعب دورًا أساسيًا في الرؤية المتجددة لهندسة المناظر الطبيعية كممارسة ثقافية. وهي حاليًا أستاذة هندسة المناظر الطبيعية في كلية الدراسات العليا للتصميم بجامعة هارفارد ورئيسة قسم هندسة المناظر الطبيعية.
حيث تم تعيينها في عام 2015م، لتصبح الرئيس الرابع عشر لأقدم قسم هندسة المناظر الطبيعية في العالم وتعتبر ثاني امرأة تشغل هذا المنصب. وقبل التحاقها بجامعة هارفارد، كانت تشغل منصب الرئيس المشارك في هندسة المناظر الطبيعية بجامعة بنسلفانيا.

## بداية حياتها وتعليمها
ولدت أنيتا بيريزبيتيا في كاراكاس، فنزويلا. حيث التحقت بكلية الهندسة المعمارية والعمران في جامعة سيمون بوليفار في كاراكاس، وهي مؤسسة عامة معروفة بتوجهها العلمي والتكنولوجي.
و في عام 1980م، حصلت بيريزبيتيا على البكالوريوس من كلية ويليسلي، ثم في عام 1987م حصلت على الماجستير في القانون من كلية الدراسات العليا للتصميم بجامعة هارفارد.

## حياتها المهنية
فقد ساهمت بريزبيتيا في العديد من المشاريع الحائزة على جوائز أثناء عملها كمهندسة المناظر الطبيعية مع شركة شايلد اسوسيشن، في بوسطن، من عام 1987م إلى عام 1993م.
فأن من أبرز تلك المشاريع الكبيرة التي شاركت فيها هم: «نورث لينك بارك في باتري بارك سيتي» و «دي. دابليو. فيلد بارك» في بروكتون، ماساتشوستس.
ومع ذلك، فإن مساهمتها كانت في نظريات التصميم الخاصة بالمناظر الطبيعية الحديثة والمعاصرة، والتي كانت تشتهر بها كثيرًا.
كان التدريس جزءًا لا يتجزأ من تطوير أفكارها، فشغلت منصب أستاذ مساعد في هندسة المناظر الطبيعية في جامعة هارفارد (منذ عام 1993م حتى 1998م) واستمرت كعضوًا في هيئة تدريس في جامعة بنسلفانيا، التي انضمت إليها في عام 1998م حتى عام 2010م.و في عام 2005م، حصلت على جائزة روما.
تشغل بريزبيتيا حاليًا منصب أستاذ هندسة المناظر الطبيعية في كلية الدراسات العليا للتصميم بجامعة هارفارد، واعتبارًا من يوليو 2015م، تصبح رئيس قسم هندسة المناظر الطبيعية. فقبل تعيينها في جامعة هارفارد، شغلت منصب رئيس قسم هندسة المناظر الطبيعية وأستاذًا مشاركًا في جامعة بنسلفانيا.

## المهنة
و في عام 1999م، نشرت بريزبيتيا بالتعاون مع الكاتبة ليندا بولاك كتابًا بعنوان: «الداخل/ الخارج: بين العمارة والمناظر الطبيعية.»  حيث تم اختيار الكتاب كمختارات من أربعة وعشرين مشروع تصميم من سبعة بلدان، ومُيز الكتاب عن مختارات أخرى من تلك الفترة من خلال صياغتهما لنظرية العلاقات حول مفهوم عمليات التصميم، مثل التبادل والإدراج، بدلاً من الوصف الرسمي لعناصر التصميم.
تم الإشادة بالكتاب على نطاق واسع وهو يحتل مكانة راسخة في مكتبات التصميم وفي قوائم القراءة للدورات المتقدمة في دراسات التصميم. تبعها أعمال بريزبيتيا مع روبرتو بيرل ماركس في كاراكاس:  باركي ديل إستي منذ عام 1956م حتى عام 1961م (في 2004م)، الذي مُنح جائزة كتاب جي بي جاكسون في عام 2007م من مؤسسة دراسات المناظر الطبيعية، وهي جائزة تعترف بالمساهمات الهامة في دراسات تاريخ الحدائق والمناظر الطبيعية.
يخدم الكتاب دراساتها للعلاقات المتبادلة من خلال دراسة السياق الحداثي لأمريكا اللاتينية لبورل ماركس والجدير بالملاحظة لاحتضانه للتهجين. فتكشف دراستها عن عدة أشكال من التهجين بما في ذلك الشكل الرسمي (أنواع الدمج) والإيكولوجي (المحلي/ الغير محلي) والمنهجية (العملية/ الشكل): في بارك ديل إستي، لبيرل ماركس والتي لها أهمية خاصة بالتقاليد المعاصرة في أمريكا الشمالية.
فبالإضافة إلى كتابيها، ساهمت بريزبيتيا أيضًا بمقالات للعديد من الدراسات في التصميم الحديث والمعاصر بما في ذلك «دانيال أوربان كيلي: الحدائق المبكرة»، «استعادة المناظر الطبيعية: مقالات في هندسة المناظر الطبيعية المعاصرة» و «روبرتو بيرل ماركس: انعكاس المناظر الطبيعية، القضية: داونزفيو بارك تورنتو والمتنزهات الكبيرة».
و في عام 2005م، تم منح بريزبيتيا جائزة روما في هندسة المناظر الطبيعية لدراسة «إيكولوجيا الأنظمة الرسمية في المناظر الطبيعية الإيطالية والحدائق.» 
و في الآونة الأخيرة، عملت كمحررة لمايكل فان فالكنبرج أسوشيتس: في إعادة بناء المناظر الطبيعية الحضرية من سلسلة «المفاهيم الحاسمة للبيئة المبنية».
تشرف حاليًا على شراكة مدتها ثلاث سنوات مع كل من مايا هوفمان مؤسسة لوما في آرل بفرنسا وكلية التصميم بجامعة هارفارد ومع استوديوهات وندوات تتناول مختلف التحديات الحضرية أو الإقليمية التي تواجه آرل والمنطقة المحيطة بها. 
و في عام 2020م، اشتركت بريزبيتيا مع غونتر فوجت في تنظيم معرض «الغابات أولاً» وهو معرض جي اس دي الذي وََثق ستة مشاريع على طريقة فندركيمر

## الأعمال المنشورة والمختارة
- بريزبيتيا، أنيتا. روبرتو بيرل ماركس في كاراكاس: بارك ديل إستي، 1956-1961م. دراسات في هندسة المناظر الطبيعية. فيلادلفيا: مطبعة جامعة بنسلفانيا، 2005م.

- بريزبيتيا وأنيتا وليندا بولاك. الداخل/ الخارج: بين العمارة والمناظر الطبيعية. جلوستر، ماساتشوستس: لندن: روكبورت؛ مرحبًا للتسويق، 1999م.

- بريزبيتيا، أنيتا، فيليبي، كوريا، رافي سيغال، كارلوس جارسيافيليز ألفارو، ماريوس كليمنس وجامعة هارفارد. كلية الدراسات العليا للتصميم. كيو ان اس: عناصر التصميم الحضري 2010م: كوينز. كامبريدج، ماساتشوستس: جامعة هارفارد، كلية الدراسات العليا للتصميم، 2013م.

- بريزبيتيا، أنيتا «بين الزمن العميق والزمن السريع: تمثيلات الجيولوجيا والزمان في نظام متروبوليتان بارك تشارلز إليوت، بوسطن (1892-1893).» دراسات في تاريخ الحدائق والمناظر الطبيعية المصممة 34، رقم. 1 (2014): 38-51.

- بريزبيتيا، أنيتا المشهد الحضري. المفاهيم الحاسمة في البيئة المبنية. لندن. نيويورك: روتليدج، 2015.

- بريزبيتيا، أنيتا، «موازين عدم القدرة على اتخاذ القرار». تشيرنياك، جوليا. القضية: داونزفيو بارك تورنتو. سلسلة لحالات (بريستل فيرلاغ). ميونيخ. نيويورك: كامبريدج، ماساتشوستس: بريستل؛ جامعة هارفارد، كلية الدراسات العليا للتصميم، 2001، 116-125.

## حياتها الشخصية
تعيش في ماساتشوستس مع زوجها وأبنائها الثلاثة.